# Kanton Ville-en-Tardenois
Kanton Ville-en-Tardenois (fr. Canton de Ville-en-Tardenois) byl francouzský kanton v departementu Marne v regionu Champagne-Ardenne. Tvořilo ho 38 obcí. Zrušen byl po reformě kantonů 2014.

## Obce kantonu
- Aougny
- Aubilly
- Bligny
- Bouilly
- Bouleuse
- Branscourt
- Brouillet
- Chambrecy
- Chaumuzy
- Coulommes-la-Montagne
- Courcelles-Sapicourt
- Courmas
- Écueil
- Faverolles-et-Coëmy
- Germigny
- Gueux
- Janvry
- Jouy-lès-Reims
- Lagery
- Lhéry
- Marfaux
- Méry-Prémecy
- Les Mesneux
- Muizon
- Pargny-lès-Reims
- Poilly
- Romigny
- Rosnay
- Sacy
- Saint-Euphraise-et-Clairizet
- Sarcy
- Savigny-sur-Ardres
- Serzy-et-Prin
- Tramery
- Treslon
- Ville-Dommange
- Ville-en-Tardenois
- Vrigny